# Ballspielverein Borussia 09 Dortmund 1994-1995
Questa voce raccoglie le informazioni riguardanti il Ballspielverein Borussia 09 Dortmund nelle competizioni ufficiali della stagione 1994-1995.

## Stagione
Nella stagione 1994-1995 il Borussia Dortmund, allenato da Ottmar Hitzfeld, concluse il campionato di Bundesliga al 1º posto. In Coppa di Germania il Borussia Dortmund fu eliminato al secondo turno dal Kaiserslautern. In Coppa UEFA il Borussia Dortmund fu eliminato in semifinale dalla Juventus.

## Rosa
| N. |                     | Ruolo | Calciatore         |
| -- | ------------------- | ----- | ------------------ |
| 1  | Germania (bandiera) | P     | Stefan Klos        |
| 2  | Germania (bandiera) | C     | Knut Reinhardt     |
| 3  | Germania (bandiera) | D     | Bodo Schmidt       |
| 4  | Germania (bandiera) | C     | Steffen Freund     |
| 5  | Brasile (bandiera)  | D     | Júlio César        |
| 6  | Germania (bandiera) | D     | Matthias Sammer    |
| 7  | Germania (bandiera) | D     | Stefan Reuter      |
| 8  | Germania (bandiera) | C     | Michael Zorc       |
| 9  | Svizzera (bandiera) | A     | Stéphane Chapuisat |
| 10 | Germania (bandiera) | C     | Andreas Möller     |
| 12 | Germania (bandiera) | P     | Wolfgang de Beer   |
| 13 | Germania (bandiera) | A     | Karl-Heinz Riedle  |
| 16 | Germania (bandiera) | D     | Martin Kree        |

| N. |                      | Ruolo | Calciatore       |
| -- | -------------------- | ----- | ---------------- |
| 18 | Germania (bandiera)  | C     | Lars Ricken      |
| 19 | Germania (bandiera)  | D     | Marco Kurz       |
| 20 | Germania (bandiera)  | D     | Günter Kutowski  |
| 22 | Ghana (bandiera)     | A     | Ibrahim Tanko    |
| 23 | Germania (bandiera)  | C     | René Tretschok   |
| 24 | Germania (bandiera)  | C     | Thomas Franck    |
| 28 | Ghana (bandiera)     | C     | Mallam Yahaya    |
| 30 | Germania (bandiera)  | C     | Lars Müller      |
| 25 | Australia (bandiera) | D     | Ned Zelić        |
| 15 | Sudafrica (bandiera) | C     | Marc Arnold      |
| 26 | Germania (bandiera)  | C     | Frank Riethmann  |
| 14 | Danimarca (bandiera) | A     | Flemming Povlsen |

## Organigramma societario
Area tecnica
- Allenatore: Ottmar Hitzfeld
- Allenatore in seconda: Michael Henke
- Preparatore dei portieri:
- Preparatori atletici: Günter Jonczyk, Peter Kuhnt, Frank Zöllner

## Calciomercato

### Sessione estiva
| Acquisti | Acquisti       | Acquisti         | Acquisti |
| R.       | Nome           | da               | Modalità |
| -------- | -------------- | ---------------- | -------- |
| C        | Marc Arnold    | Ulma             |          |
| D        | Júlio César    | Juventus         |          |
| D        | Martin Kree    | Bayer Leverkusen |          |
| D        | Marco Kurz     | Norimberga       |          |
| C        | Andreas Möller | Juventus         |          |
| C        | Lars Müller    | Hammer           |          |
| C        | René Tretschok | TeBe Berlino     |          |

| Cessioni | Cessioni           | Cessioni           | Cessioni |
| R.       | Nome               | a                  | Modalità |
| -------- | ------------------ | ------------------ | -------- |
| D        | Uwe Grauer         | Uerdingen 05       |          |
| P        | Philipp Laux       | Ulma               |          |
| A        | Frank Mill         | Fortuna Düsseldorf |          |
| C        | Gerhard Poschner   | Stoccarda          |          |
| A        | Ulf Raschke        | Verl               |          |
| C        | Leonardo Rodríguez | Atalanta           |          |
| D        | Michael Schulz     | Werder Brema       |          |
| D        | Matthias Sellmann  | Preußen Münster    |          |
| A        | Lothar Sippel      | Hannover 96        |          |

### Sessione invernale
| Acquisti | Acquisti | Acquisti | Acquisti |
| R.       | Nome     | da       | Modalità |
| -------- | -------- | -------- | -------- |

| Cessioni | Cessioni | Cessioni | Cessioni |
| R.       | Nome     | a        | Modalità |
| -------- | -------- | -------- | -------- |

## Risultati

### Bundesliga

#### Girone di andata
| Arbitro: | Strampe |

|                                              |           |  |
| Riedle 44’ Chapuisat 45’ Franck 76’ Zorc 90’ | Marcatori |  |

| Arbitro: | Kasper |

|              |           |                                                      |
| Labbadia 18’ | Marcatori | 12’, 22’, 35’ Möller 73’ Sammer 81’ Zorc 83’ Povlsen |

| Arbitro: | Habermann |

|                               |           |           |
| Chapuisat 40’ Zorc 73’ (rig.) | Marcatori | 82’ Kuntz |

| Arbitro: | Steinborn |

|                                                         |           |               |
| Yeboah 44’ (rig.) Binz 49’ Franck 54’ (aut.) Okocha 87’ | Marcatori | 34’ Chapuisat |

| Arbitro: | Jansen |

|                       |           |                          |
| Kirsten 40’ Wörns 75’ | Marcatori | 25’ Reuter 60’ Chapuisat |

| Arbitro: | Ziller |

|                                              |           |  |
| Möller 4’, 51’ Chapuisat 11’, 14’ Riedle 78’ | Marcatori |  |

| Arbitro: | Buchhart |

|  |           |                            |
|  | Marcatori | 79’ Júlio César 90’ Möller |

| Arbitro: | Dardenne |

|                                          |           |                                  |
| Chapuisat 20’ Zorc 26’ (rig.) Möller 72’ | Marcatori | 16’ Látal 70’ (rig.) Anderbrügge |

| Karlsruhe 15 ottobre 1994, ore 15:30 CET 9ª giornata | Karlsruhe | 0 – 0 referto | Borussia Dortmund | Wildparkstadion (33 000 spett.)\| Arbitro: \| Fischer \| |
| Arbitro:                                             | Fischer   |               |                   |                                                          |

| Arbitro: | Steinborn |

|            |           |  |
| Riedle 79’ | Marcatori |  |

| Arbitro: | Wiesel |

|  |           |            |
|  | Marcatori | 34’ Möller |

| Arbitro: | Zerr |

|                       |           |  |
| Freund 72’ Möller 80’ | Marcatori |  |

| Arbitro: | Habermann |

|  |           |                          |
|  | Marcatori | 29’ Riedle 67’ Chapuisat |

| Arbitro: | Ziller |

|            |           |          |
| Möller 59’ | Marcatori | 76’ Kohl |

| Arbitro: | Dardenne |

|                                  |           |                             |
| Herrlich 19’ Dahlin 81’ Fach 90’ | Marcatori | 10’ Zorc 22’, 45’ Chapuisat |

| Arbitro: | Aust |

|            |           |  |
| Riedle 44’ | Marcatori |  |

| Arbitro: | Best |

|  |           |                                      |
|  | Marcatori | 52’ Sammer 56’, 63’, 78’ (rig.) Zorc |

#### Girone di ritorno
| Arbitro: | Berg |

|            |           |                                                               |
| Erhard 78’ | Marcatori | 8’ (rig.) Zorc 57’ Sammer 68’ Riedle 85’ Chapuisat 88’ Möller |

| Arbitro: | Steinborn |

|                            |           |                    |
| Tretschok 2’ Chapuisat 32’ | Marcatori | 55’ (rig.) Polster |

| Arbitro: | Heynemann |

|           |           |  |
| Kuntz 45’ | Marcatori |  |

| Arbitro: | Merk |

|          |           |           |
| Zorc 15’ | Marcatori | 6’ Furtok |

| Arbitro: | Strigel |

|  |           |                                 |
|  | Marcatori | 31’ Lehnhoff 75’ Münch 76’ Thom |

| Stoccarda 25 marzo 1995, ore 15:30 CET 23ª giornata | Stoccarda | 0 – 0 referto | Borussia Dortmund | Gottlieb-Daimler-Stadion (47 000 spett.)\| Arbitro: \| Berg \| |
| Arbitro:                                            | Berg      |               |                   |                                                                |

| Arbitro: | Scheuerer |

|                                    |           |             |
| Kree 15’ Zorc 54’ (rig.) Tanko 86’ | Marcatori | 88’ Paßlack |

| Gelsenkirchen 8 aprile 1995, ore 15:30 CEST 25ª giornata | Schalke 04 | 0 – 0 referto | Borussia Dortmund | Parkstadion (70 925 spett.)\| Arbitro: \| Weber \| |
| Arbitro:                                                 | Weber      |               |                   |                                                    |

| Arbitro: | Habermann |

|                            |           |          |
| Zorc 76’ (rig.) Sammer 86’ | Marcatori | 41’ Metz |

| Arbitro: | Strampe |

|                       |           |            |
| Zickler 51’ Ziege 69’ | Marcatori | 82’ Ricken |

| Arbitro: | Kasper |

|                    |           |  |
| Tretschok 72’, 90’ | Marcatori |  |

| Arbitro: | Merk |

|                            |           |                   |
| Herzog 54’ Basler 59’, 87’ | Marcatori | 90’ (rig.) Möller |

| Arbitro: | Weber |

|                                       |           |             |
| Zorc 54’ (rig.) Möller 57’ Reuter 81’ | Marcatori | 64’ Wegmann |

| Arbitro: | Wiesel |

|                   |           |          |
| Sammer 75’ (aut.) | Marcatori | 48’ Zorc |

| Arbitro: | Malbranc |

|            |           |              |
| Freund 72’ | Marcatori | 49’ Herrlich |

| Arbitro: | Aust |

|                           |           |                                 |
| Schmidt 20’ Puschmann 51’ | Marcatori | 52’ (rig.) Zorc 57’, 78’ Reuter |

| Arbitro: | Strigel |

|                      |           |  |
| Möller 9’ Ricken 28’ | Marcatori |  |

### Coppa di Germania
| Arbitro: | Pohlmann |

|  |           |                            |
|  | Marcatori | 20’ Riedle 85’ Júlio César |

| Arbitro: | Albrecht |

|                                                                              |           |                                      |
| Anders 48’ Brehme 89’ (rig.) Kadlec 99’ Marschall 102’ Kuka 114’ Wagner 119’ | Marcatori | 38’ Chapuisat 57’ Povlsen 97’ Sammer |

### Coppa UEFA
| Arbitro: | Agius |

|            |           |  |
| Möller 57’ | Marcatori |  |

| Arbitro: | Frisk |

|  |           |                 |
|  | Marcatori | 56’, 66’ Riedle |

| Arbitro: | Levnikov |

|                            |           |  |
| Möller 15’ Riedle 46’, 68’ | Marcatori |  |

| Arbitro: | Nicchi |

|                       |           |                      |
| Rusnák 53’ Tittel 62’ | Marcatori | 17’ (aut.) Tomaschek |

| Arbitro: | Muhmenthaler |

|            |           |  |
| Bebeto 23’ | Marcatori |  |

| Arbitro: | Quiniou |

|                                  |           |              |
| Zorc 50’ Riedle 116’ Ricken 119’ | Marcatori | 102’ Alfredo |

| Arbitro: | Uilenberg |

|                   |           |  |
| Freund 69’ (aut.) | Marcatori |  |

| Arbitro: | Vagner |

|                                 |           |  |
| Chapuisat 11’ (rig.) Riedle 90’ | Marcatori |  |

| Arbitro: | Batta |

|                              |           |                      |
| Baggio 27’ (rig.) Kohler 88’ | Marcatori | 8’ Reuter 71’ Möller |

| Arbitro: | van der Ende |

|                 |           |                       |
| Júlio César 10’ | Marcatori | 7’ Porrini 31’ Baggio |

## Statistiche

### Statistiche di squadra
| Competizione      | Punti | In casa | In casa | In casa | In casa | In casa | In casa | In trasferta | In trasferta | In trasferta | In trasferta | In trasferta | In trasferta | Totale | Totale | Totale | Totale | Totale | Totale | DR  |
| Competizione      | Punti | G       | V       | N       | P       | Gf      | Gs      | G            | V            | N            | P            | Gf           | Gs           | G      | V      | N      | P      | Gf     | Gs     | DR  |
| ----------------- | ----- | ------- | ------- | ------- | ------- | ------- | ------- | ------------ | ------------ | ------------ | ------------ | ------------ | ------------ | ------ | ------ | ------ | ------ | ------ | ------ | --- |
| Bundesliga        | 69    | 17      | 13      | 3       | 1       | 35      | 13      | 17           | 7            | 6            | 4            | 32           | 20           | 34     | 20     | 9      | 5      | 67     | 33     | +34 |
| Coppa di Germania | -     | 0       | 0       | 0       | 0       | 0       | 0       | 2            | 1            | 0            | 1            | 5            | 6            | 2      | 1      | 0      | 1      | 5      | 6      | -1  |
| Coppa UEFA        | -     | 5       | 4       | 0       | 1       | 10      | 3       | 5            | 1            | 1            | 3            | 5            | 6            | 10     | 5      | 1      | 4      | 15     | 9      | +6  |
| Totale            | 69    | 22      | 17      | 3       | 2       | 45      | 16      | 24           | 9            | 7            | 8            | 42           | 32           | 46     | 26     | 10     | 10     | 87     | 48     | +39 |

### Andamento in campionato
| Giornata  | 1 | 2 | 3 | 4 | 5 | 6 | 7 | 8 | 9 | 10 | 11 | 12 | 13 | 14 | 15 | 16 | 17 | 18 | 19 | 20 | 21 | 22 | 23 | 24 | 25 | 26 | 27 | 28 | 29 | 30 | 31 | 32 | 33 | 34 |
| --------- | - | - | - | - | - | - | - | - | - | -- | -- | -- | -- | -- | -- | -- | -- | -- | -- | -- | -- | -- | -- | -- | -- | -- | -- | -- | -- | -- | -- | -- | -- | -- |
| Luogo     | C | T | C | T | T | C | T | C | T | C  | T  | C  | T  | C  | T  | C  | T  | T  | C  | T  | C  | C  | T  | C  | T  | C  | T  | C  | T  | C  | T  | C  | T  | C  |
| Risultato | V | V | V | P | N | V | V | V | N | V  | V  | V  | V  | N  | N  | V  | V  | V  | V  | P  | N  | P  | N  | V  | N  | V  | P  | V  | P  | V  | N  | N  | V  | V  |
| Posizione | 1 | 1 | 1 | 2 | 2 | 2 | 1 | 1 | 1 | 1  | 1  | 1  | 1  | 1  | 1  | 1  | 1  | 1  | 1  | 1  | 1  | 1  | 1  | 1  | 1  | 1  | 1  | 1  | 2  | 2  | 2  | 2  | 2  | 1  |

Legenda:

Luogo: C = Casa; T = Trasferta. Risultato: V = Vittoria; N = Pareggio; P = Sconfitta.

### Statistiche dei giocatori
| Giocatore    | Bundesliga | Bundesliga | Bundesliga  | Bundesliga | Coppa di Germania | Coppa di Germania | Coppa di Germania | Coppa di Germania | Coppa UEFA | Coppa UEFA | Coppa UEFA  | Coppa UEFA | Totale   | Totale | Totale      | Totale     |
| Giocatore    | Presenze   | Reti       | Ammonizioni | Espulsioni | Presenze          | Reti              | Ammonizioni       | Espulsioni        | Presenze   | Reti       | Ammonizioni | Espulsioni | Presenze | Reti   | Ammonizioni | Espulsioni |
| ------------ | ---------- | ---------- | ----------- | ---------- | ----------------- | ----------------- | ----------------- | ----------------- | ---------- | ---------- | ----------- | ---------- | -------- | ------ | ----------- | ---------- |
| M. Arnold    | 9          | 0          | 0           | 0          | 0                 | 0                 | 0                 | 0                 | 1          | 0          | 1           | 0          | 10       | 0      | 1           | 0          |
| S. Chapuisat | 20         | 12         | 2           | 0          | 2                 | 1                 | 0                 | 0                 | 7          | 1          | 0           | 0          | 29       | 14     | 2           | 0          |
| J. César     | 25         | 1          | 5           | 1          | 2                 | 1                 | 1                 | 0                 | 10         | 1          | 0           | 0          | 37       | 3      | 6           | 1          |
| T. Franck    | 15         | 1          | 3           | 0          | 2                 | 0                 | 1                 | 1                 | 4          | 0          | 0           | 0          | 21       | 1      | 4           | 1          |
| S. Freund    | 28         | 2          | 10          | 0          | 1                 | 0                 | 0                 | 0                 | 9          | 0          | 1           | 0          | 38       | 2      | 11          | 0          |
| S. Klos      | 34         | 0          | 1           | 0          | 2                 | 0                 | 0                 | 0                 | 10         | 0          | 1           | 0          | 46       | 0      | 2           | 0          |
| M. Kree      | 24         | 1          | 3           | 0          | 1                 | 0                 | 0                 | 0                 | 7          | 0          | 0           | 0          | 32       | 1      | 3           | 0          |
| M. Kurz      | 4          | 0          | 1           | 0          | 1                 | 0                 | 0                 | 0                 | 2          | 0          | 0           | 0          | 7        | 0      | 1           | 0          |
| G. Kutowski  | 8          | 0          | 0           | 0          | 0                 | 0                 | 0                 | 0                 | 1          | 0          | 0           | 0          | 9        | 0      | 0           | 0          |
| A. Möller    | 30         | 14         | 4           | 1          | 2                 | 0                 | 1                 | 0                 | 9          | 3          | 2           | 0          | 41       | 17     | 7           | 1          |
| L. Müller    | 0          | 0          | 0           | 0          | 0                 | 0                 | 0                 | 0                 | 0          | 0          | 0           | 0          | 0        | 0      | 0           | 0          |
| F. Povlsen   | 6          | 1          | 1           | 0          | 2                 | 1                 | 1                 | 0                 | 1          | 0          | 0           | 0          | 9        | 2      | 2           | 0          |
| K. Reinhardt | 27         | 0          | 4           | 1          | 2                 | 0                 | 0                 | 0                 | 8          | 0          | 0           | 0          | 37       | 0      | 4           | 1          |
| S. Reuter    | 33         | 4          | 6           | 0          | 2                 | 0                 | 1                 | 0                 | 9          | 1          | 3           | 0          | 44       | 5      | 10          | 0          |
| L. Ricken    | 21         | 2          | 2           | 0          | 0                 | 0                 | 0                 | 0                 | 7          | 1          | 0           | 0          | 28       | 3      | 2           | 0          |
| K. Riedle    | 29         | 6          | 4           | 0          | 2                 | 1                 | 1                 | 0                 | 9          | 6          | 2           | 0          | 40       | 13     | 7           | 0          |
| F. Riethmann | 1          | 0          | 0           | 0          | 0                 | 0                 | 0                 | 0                 | 0          | 0          | 0           | 0          | 1        | 0      | 0           | 0          |
| M. Sammer    | 28         | 4          | 5           | 0          | 1                 | 1                 | 1                 | 0                 | 7          | 0          | 2           | 0          | 36       | 5      | 8           | 0          |
| B. Schmidt   | 30         | 0          | 4           | 1          | 2                 | 0                 | 1                 | 0                 | 9          | 0          | 2           | 0          | 41       | 0      | 7           | 1          |
| I. Tanko     | 14         | 1          | 0           | 0          | 0                 | 0                 | 0                 | 0                 | 4          | 0          | 0           | 0          | 18       | 1      | 0           | 0          |
| R. Tretschok | 15         | 3          | 0           | 0          | 0                 | 0                 | 0                 | 0                 | 3          | 0          | 0           | 0          | 18       | 3      | 0           | 0          |
| M. Yahaya    | 2          | 0          | 0           | 0          | 0                 | 0                 | 0                 | 0                 | 0          | 0          | 0           | 0          | 2        | 0      | 0           | 0          |
| N. Zelić     | 4          | 0          | 0           | 0          | 0                 | 0                 | 0                 | 0                 | 1          | 0          | 0           | 0          | 5        | 0      | 0           | 0          |
| M. Zorc      | 33         | 15         | 9           | 0          | 2                 | 0                 | 0                 | 0                 | 9          | 1          | 3           | 0          | 44       | 16     | 12          | 0          |
| W. de Beer   | 0          | 0          | 0           | 0          | 0                 | 0                 | 0                 | 0                 | 0          | 0          | 0           | 0          | 0        | 0      | 0           | 0          |